# St. Georg zum Kaiserhof Hamburg

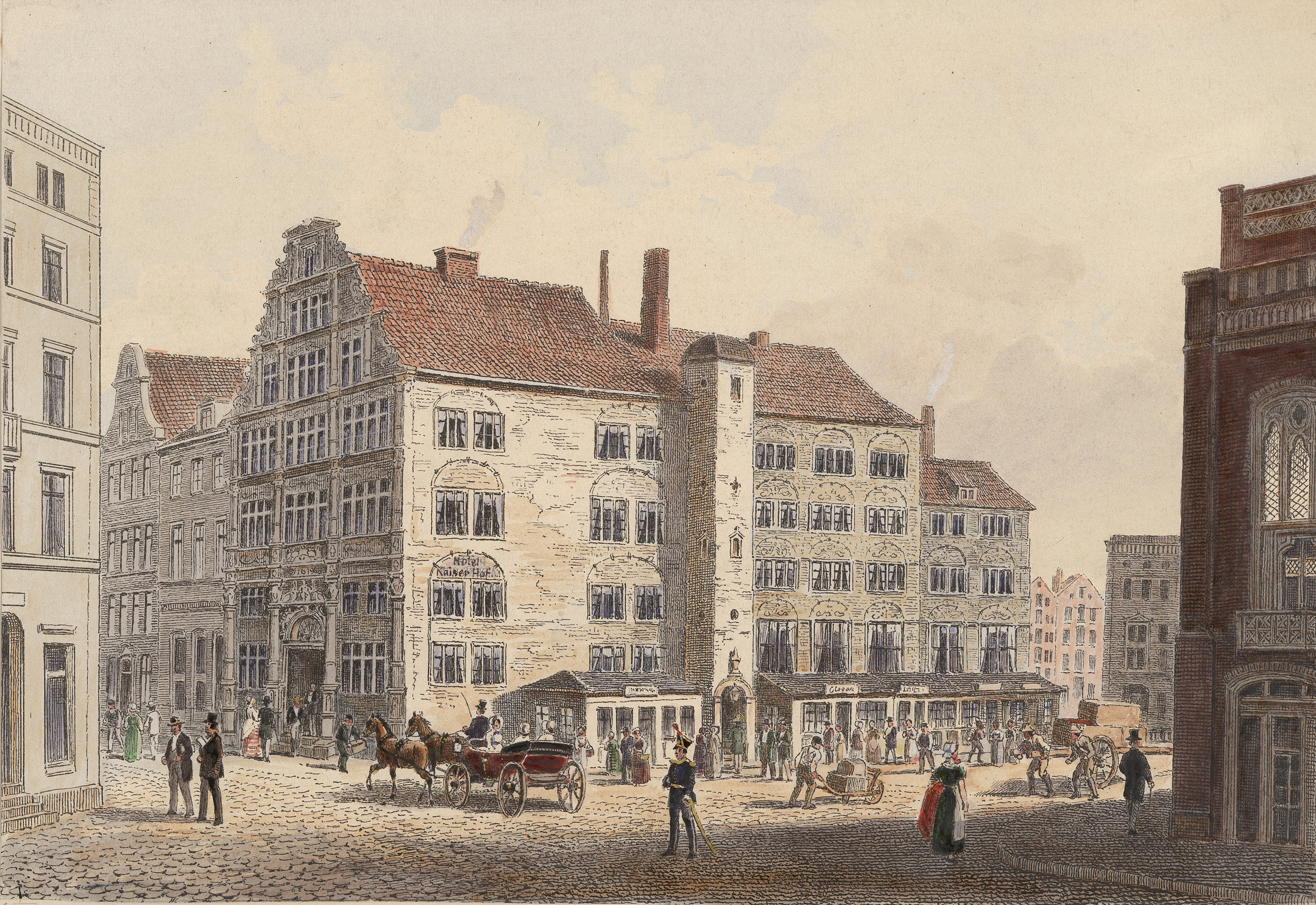
Das Hotel Kaiserhof, 1845

Die Loge St. Georg zur grünenden Fichte (ehemals St. Georg zum Kaiserhof) ist eine im Jahr 1743 gegründete Freimaurerloge in Hamburg. Sie und ihre Mutterloge, die Loge „Absalom“, älteste Loge Hamburgs und Deutschlands, schlossen sich nach der Gründung dreier weiterer Logen in Hamburg im Verlauf des 18. Jahrhunderts zum Verbund der Vereinigten fünf Hamburgischen Logen zusammen. Aus diesem Verbund entstand im Jahr 1811 die Große Loge von Hamburg. Initiator dieser Großlogenbildung war Friedrich Ludwig Schröder, der freimaurerische „Reformator“. Dessen wesentliche Leistung ist die Schaffung des „Hamburger Rituals“, heute Schrödersche Lehrart oder „Schröder-Ritual“. Dieses Ritual ist eine kulturelle Besonderheit der deutschen Freimaurerei und wird bis heute in gut dreißig Logen in und außerhalb von Hamburg praktiziert. Heute ist die Loge „St. Georg zur grünenden Fichte“, Hamburg (Namenszusatz „grünende Fichte“ seit 1765), eine der 260 Freimaurerlogen der Großloge der Alten Freien und Angenommenen Maurer von Deutschland.

## Zur Geschichte der Freimaurerei in Hamburg im 18. Jahrhundert
Als Geburtstag der Freimaurerei in England gilt der 24. Juni 1717 (Johannistag). Obwohl es keine Dokumente zu dem Gründungsakt, der Vereinigung von vier englischen Logen zu einer Großloge, der Großloge von England (GLvE, englisch: United Grand Lodge of England, UGLoE), gibt, wird dieses Datum nicht bestritten. England gilt seither als das „Mutterland der modernen Freimaurerei“. Die englische, reguläre Freimaurerei bezieht sich in ihren Gebräuchen, Ritualen und Symbolen auf die mittelalterlichen Steinmetzbruderschaften.
In Hamburg sind zunächst die Jahre 1733, 1737 und 1743 sowie zwei Gebäude bedeutsam, in denen sich Freimaurer trafen. Die Gebäude sind: Das Weinlokal Taverne d’Angleterre (Besitzer: Jens Arbien) in der Bäckerstraße und das Hotel-Restaurant Kaiserhof am Ness (Besitzer: François Guillaumot). Das Gasthaus und spätere Hotel zum Kaisershof (manchmal nur Kaiserhof genannt) wurde 1619 erbaut und stand am Ness, gegenüber dem (alten) Rathaus. Sein Renaissance-Giebel ist bis heute im Museum für Kunst und Gewerbe zu sehen: 1873 wurde das Hotel abgerissen, der Renaissance-Giebel aber im Museum wieder aufgebaut. Damit steht das „Älteste Logenhaus Deutschlands“, der Kaisershof, bis heute in einem Hamburger Museum.
1733, 1737 und 1743 sind Logen-Gründungsjahre. Allein die Gründung von St. Georg 1743 entspricht freimaurerischen Gründungsbräuchen: Die Loge wurde durch einen (Provinzial-)Großmeister gegründet, als Tochterloge einer „vollkommenen und gerechten“ Mutterloge. Ihre Namensgebung folgt der Praxis der GLvE: Name-Versammlungsort-Stadt-Matrikelnummer.
Die „Lodge St. George No. 196“ wurde am 24. September 1743 durch den Provinzialgroßmeister Luttmann (auch: Lüttmann) der englischen „Provinzialgroßloge von Hamburg und Niedersachsen“ gestiftet. Die Provinzialgroßloge ihrerseits war 1740 in das Register der GLvE eingetragen worden. St. Georgs vollständiger englischer Name ist „Lodge St. George Emperors Court Hamburgh No. 196“, in wörtlicher Übersetzung also: „Loge St. Georg zum Kaiserhof Hamburg“. (Die ausführliche Beschreibung der Gründung folgt weiter unten.)
Das Stiftungsjahr der Kaiserhofloge St. Georg, 1743, war das dritte Regierungsjahr Friedrichs II. Dieser war 1738, damals noch Kronprinz, durch eine Delegation der sogenannten Loge d’Hambourg („Loge von Hamburg“) in Braunschweig zum Freimaurer aufgenommen worden. Die Gründungs- und Frühgeschichte der „Loge d’Hambourg“, gestiftet am 6. Dezember 1737, älteste urkundlich erwähnte deutsche Loge, ist mit der Geschichte der Kaiserhofloge eng verwoben.

### Vorgeschichte der Gründung der sogenannten Loge d’Hambourg
Die Gründung der sogenannten Loge d’Hambourg hat ihrerseits eine weitere Vorgeschichte, die zeigt, dass freimaurerische Aktivitäten bereits 1733 und vermutlich schon davor in Hamburg stattfanden: Das Konstitutionsbuch der „Großloge von London und Westminster“ weist nach, dass ihr Großmeister, der Earl of Strathmore, schon im Jahr 1733 „elf guten Brüdern die Vollmacht erteilt, in Hamburg eine Loge zu gründen“. Die Matrikelnummer 124 wurde eingetragen, ein Name nicht. Es ist dokumentarisch nicht nachvollziehbar, wie es zu diesem Eintrag kam. Unter Berücksichtigung damaliger Postlaufzeiten oder auch der Dauer von Reisen zwischen Hamburg und London kann jedoch gefolgert werden, dass schon vor 1733 Freimaurer in Hamburg „arbeiteten“. Es fehlt aber an Hinweisen, wie jene „elf guten Brüder“ hießen und was aus ihnen wurde – Dokumente für eine Logengründung scheint es nicht zu geben. Friedrich Ludwig Schröder kommentiert in seinen Materialien zur Geschichte der Freymaurerey dieses Ereignis so:
„Ein sonderbares Verfahren! Warum wurde nicht einer von Ihnen [von den 11], nach gewöhnlicher Art, als Provinzialgroßmeister konstituiert! Von diesen elf Brüdern ist keine Spur vorhanden. Wäre einer von ihnen Mitglied der nach vier Jahren [1737] entstandenen Loge geworden, so würde er gewiss die alte Verbindung mit London erwähnt haben.“
In der Ausgabe des Lenning von 1824 ist dazu nachzulesen:
„Im Jahr 1733 wurde hier [in Hamburg] nach erhaltener Genehmigung des Großmeisters der Großen Loge der modern Masons in England, Jakob Lyon, Grafen von Strathmore, die erste Loge gestiftet, welche man sogar als die erste in Deutschland gegründete betrachtet.“
Ob daraus die „Kaiserhofloge“ wurde, ist spekulativ.

### 1737 in Hamburg – Erste urkundlich belegte Gründung einer Loge in Deutschland
Charles Sarry wird als „Vater der deutschen Freimaurerei“ bezeichnet: „In Hamburg erschien er als junger, auswärtiger Offizier, gewandt in vornehmen Umgangsformen und ausschließlich sich der französischen Sprache bedienend.“ Wann und wo er Freimaurer wurde, ist ungeklärt – ebenso unklar ist, wann seine Freunde (von Oberg, Peter Carpser, Stüven) aus dem „d’Angleterre“ Freimaurer geworden waren. Zu ihnen stieß der Kaufmann Johann Daniel Krafft, ein nach England und Frankreich weitgereister Mann. Er wird seit 1736 in Paris als Mitglied der „Loge à la Ville Tonnerre“ geführt. Diese fünf Männer stifteten die erste Loge in Hamburg. Diese „Stiftung“ war der Zusammenschluss der Stifter zu einer Gemeinschaft („société“) von bereits aufgenommenen Freimaurern. Es fand also keine rituelle „Lichteinbringung“ zur Gründung durch eine Großloge oder eine feierliche Ausgliederung einer Tochterloge aus einer bestehenden Mutterloge statt. Der im Gründungsprotokoll niedergeschriebene Name der Gemeinschaft lautet: „Société des acceptés macons libres de la Ville de Hambourg“. An anderer Stelle nennt das Protokoll eine „Ste. Loge du St. Jean“ (Hl. Loge des hl. Johannes).
Das Amt des „Ersten Aufsehers“ übernahm Krafft ab dem Gründungstag, dem 6. Dezember 1737. Arbeitssprache und Niederschriften der Loge war ausschließlich das Französische, das Ritual muss dank Sarry auch französisch gewesen sein. Zum ersten „Meister vom Stuhl“ wurde Baron von Oberg gewählt, im Amt nach dem 23. Dezember 1737, dem Tag, als Sarry erstmals eine Erhebung in den Meistergrad leitete.
Von Oberg wurde insbesondere dadurch bekannt, dass er zusammen mit zwei weiteren Logenmitgliedern „am 14. August 1738, nach Mitternacht“ den preußischen Kronprinzen Friedrich (nachdem dieser und von Oberg zu einem Treffpunkt in Braunschweig gereist waren) zum Freimaurer aufgenommen hat. Die Aufnahme war aus Furcht vor Friedrichs Vater verdeckt vorbereitet worden, Friedrich wurde als „Illustre Inconnu“ bezeichnet. Wegen der Abrechnung der Reisekosten Hamburg-Braunschweig und zurück (Streitwert: „438 Mark Courant“) bekam von Oberg Ärger mit einigen seiner Logen-Brüder, weshalb er grollend „auf immer“ die Loge verließ.
Dieses Ereignis machte den Weg frei für einen (nach Kneissner „energischen, umsichtigen“) neuen Meister vom Stuhl, Luttmann. Er war „der Überlieferung nach“ in England Freimaurer geworden, „er war die englischen Gebräuche gewohnt.“ Luttmann blieb Stuhlmeister bis 1742, er verzichtete ab dem 26. März 1739 auf die französische Sprache bei Tempelarbeiten.
Anlässlich einer Reise nach England avancierte er am 30. Oktober 1740 zum Provinzialgroßmeister von Hamburg und Niedersachsen und zeitgleich wurde seine Loge unter der Nr. 108 in das Register der „Großen Loge von London“ eingetragen, mit dem „Zeichen und Namen einer Traube“ – aber nicht unter dem Namen „Loge d’Hambourg“. Die Loge wurde als Mutterloge in den drei Johannisgraden eingesetzt – aus ihr konnte der Provinzialgroßmeister weitere Logen, Tochterlogen, gründen. Der Logenname von 1740, Bunch of Grapes, Traubenbündel, war bis 1887, 150 Jahre Absalom, noch bekannt, geriet danach aber in Vergessenheit.
Zur Verdeutlichung des angeblichen Gründungsnamens „Loge von Hamburg“: Das französische Gründungsprotokoll spricht von einer „Loge à Hambourg“ (»… ayant formé et etablie une Loge à Hambourg …«), aber nicht von einer „Loge d’Hambourg“. Heutzutage scheint nahezu herrschende Meinung, die erste Loge in Hamburg sei als „Loge von Hamburg“ gegründet worden, was jedoch unbelegt ist. Auch Lenning schreibt ausdrücklich: „Die Loge hatte keinen besonderen Namen“ und bezieht sich vermutlich auf Schröder, der wortgleich ebenso schreibt. Der französische Wortlaut der ersten drei Seiten des Gründungsprotokolls, bis heute im Besitz der Loge Absalom, kann über den Weblink „französisches Gründungsprotokoll Absalom“ nachvollzogen werden. Der Name „Loge d’Hambourg“ taucht erstmals zwei Monate nach der Gründung auf. Das Logenprotokoll vom 3. Februar 1738 beschreibt: „Die Loge von Hamburg versammelte sich unter ihrem sehr ehrwürdigen Meister von Oberg“. Warum die Logenbrüder bereits zwei Monate nach der Gründung den Gründungsnamen „Hl. Loge des Hl. Johannes“ änderten, ist nicht protokolliert.
Die Benutzung des Namens „Loge d’Hambourg“ ab 1738 ist im Internationalen Freimaurerlexikon (2006), unter Lemma Deutschland, S. 217, nicht vermerkt. Dort ist hingegen nachzulesen: Luttmann ließ sie „eine Loge ohne Autorisation seitens einer Grossloge“ am 23. Oktober 1740 in das Register der Londoner Großloge eintragen, wo sie … mit dem Namen „Bunch of Grapes, Becker Street Hamburg“ erscheint. Mit dieser Registrierung und Benennung nach dem Lokal, dem „Wein-Lokal d’Angleterre“ in der Bäckerstraße, entsprach die Namensgebung den Gebräuchen der GLvE. Gebräuchlich war, einer Loge den Namen ihres Treffpunkt-Lokals zu geben, reine Logenhäuser waren seinerzeit noch die Ausnahme. Weiter im Freimaurer-Lexikon: „Die Hamburger Loge nennt sich zum ersten Mal 1743 mit einem unterscheidenden Namen „Absalom“, eine Bezeichnung, die notwendig wurde, weil eine zweite Logengründung in Hamburg bevorstand“ – die Regularisierung der „Kaiserhofloge“. Kneissner, der die Logenprotokolle unmittelbar ausgewertet hat, beschreibt dies so: „Nach der Niederschrift vom 26. Juli 1743 wird die Loge zum ersten Male als Sehr ehrwürdige Ordentliche Loge Absalom bezeichnet … Die Zahl der Anwesenden bewegte sich zwischen zwölf und vierundzwanzig Brüdern.“ Warum der seit 1740 bei der GLvE registrierte Name „Bunch of Grapes, Traubenbündel“ nicht angewandt wurde, ist nur spekulativ erklärbar.

### Drang der Kaiserhof-Loge zur Regularisierung
Zur Entwicklung im Kaiserhof vor 1743 gibt es (im Staatsarchiv Hamburg) keine Quellen.
Friedrich Mossdorf berichtet unter dem Pseudonym „Lenning“ in seiner gleichnamigen „Encyclopädie Der Freimaurerei“, dass im Kaiserhof zu jener Zeit bereits eine Winkelloge arbeitete, eine Vereinigung ohne den sonst üblichen Dachverband. Die dort daher noch nicht regulär arbeitenden Brüder konnten der Meinung sein, belegt durch mündliche Überlieferung, dass der Kaiserhof schon seit zehn Jahren die Wiege der Freimaurerei in Hamburg war. Nun hatten aber nur die Absalom-Mitglieder, dank ihres Meisters Luttmann, die Registrierung der englischen Großloge erhalten. Dies wollten auch die Kaiserhof-Mitglieder und hatten einen „Großmeister“ als Meister vom Stuhl, der sich wohl auf Augenhöhe mit Luttmann sah: der Obrist von Osten. Dieser stellte sich am 5. August 1743 in der Loge Absalom als „ernannter Großmeister der Loge auf dem Kaiserhof“ vor und „bat um Vereinigung mit der älteren Loge.“ Luttmann war zufällig nicht anwesend, von Osten wurde auf die Zuständigkeit des Provinzialgroßmeisters hingewiesen und hingehalten. Zwei Tage später trat die Absalomloge erneut zusammen und Luttmann erklärte, dass von Osten sich „nicht als ein rechter Bruder Freimaurer“ aufgeführt hätte. Darauf ließen ihn die Kaiserhofbrüder fallen und wählten als neuen Meister vom Stuhl ihren Wirt und Hotelier, François Guillaumot, der des Deutschen kaum mächtig war. Er bat schriftlich am 11. August 1743 um ein „Konstitutionspatent“. Kneissner folgert daraus: Die nicht anerkannte Loge arbeitete in französischer Sprache, sonst hätte Guillaumot nicht Meister vom Stuhl werden können. Kneissner weiter: Luttmann erkannte den schwachen Punkt der um Anerkennung suchenden Loge, „dieser bestand in dem Fehlen geistiger Kräfte.“
Als Kopf der gesamten Hamburgischen Freimaurerei erkannte Luttmann auch den zu befürchtenden Schaden, wenn das Drängen der Irregulären „nicht in Bahnen geleitet würde, wie sie die Absalomloge [nicht zuletzt durch ihn und seine Wurzeln in der englischen Freimaurerei] gewohnt war“. Er setzte unter Zustimmung von Guillaumot durch, dass die Freimaurereigenschaft der auf dem Kaiserhof versammelten Logenbrüder durch eine Wiederholung ihrer Aufnahme in der Loge Absalom neu erworben werden musste. Er war bereit, tatkräftige Absalom-Brüder als Zweit-Mitglieder freizugeben. Dazu gehörten z. B. Johann Daniel Kraft, einer der fünf Mitgründer der ersten Loge in Hamburg und inzwischen auch Schatzmeister der Provinzialgroßloge, sowie Pierre Molinié, 2. Aufseher bei Absalom. So wurden am 30. August Guillaumot und am 16. September weitere vier Mitglieder der nicht anerkannten Kaiserhofloge bei Absalom als Lehrlinge und Gesellen erneut aufgenommen. Damit waren sie im heutigen Sprachgebrauch regularisiert.

### 1743 in Hamburg – Gründung der Loge St. Georg durch Luttmann – Die Loge Absalom, Mutterloge von St. Georg

Das Georgskreuz

Am 24. September, 50 Tage nach dem gescheiterten Auftritt des Oberst von Osten, konnte die feierliche Installation der neuen Loge vollzogen werden. Großmeister Luttmann und die Mitglieder der Provinzialloge versammelten sich im d’Angleterre und zogen zum nahegelegenen Kaiserhof. Br. Luttmann, als Provinzialgroßmeister von Hamburg und Niedersachsen, setzte „seine“ erste Tochter-Loge ein. Sie wurde als „Lodge St. George Emperor’s Court Hamburgh Nr. 196“ in das Register der Großloge von England eingetragen. Sie hatte am Gründungstag 20 Mitglieder, die zwischen 20 und 30 Jahre alt waren. Erster Meister vom Stuhl wurde auf Luttmanns Wunsch hin Pierre Molinié. Berufe und Stand der 16 Brüder, die von Absalom kamen, boten Luttmann die Gewähr, dass ausreichend „geistige Kräfte“ vertreten waren. Alle anderen Mitglieder, die zuvor nicht bei Absalom aufgenommen worden waren oder dies nicht wollten, gehörten nicht zur neu konstituierten Loge St. Georg zum Kaiserhof, es gibt keine Berichte über sie. Auch zur Namensgebung St. Georg fehlen schriftliche Dokumente. Weil der Baubeginn einer neuen Kirche im Stadtteil St. Georg ins gleiche Jahr fiel und weil sich im Besitz der Loge ein Hammer und eine Kelle befunden haben sollen, die bei den Kirchenbauarbeiten benutzt wurden, darf auf einen entsprechenden Zusammenhang spekuliert werden. Ausgehend von der Dominanz Luttmanns im gesamten Gründungsprozess (nach Kneissner war er der „Kopf der gesamten Hamburgischen Maurerei“) erscheint es wahrscheinlicher, dass er, England-Freund und englischer Provinzialgroßmeister von Hamburg und Niedersachsen, mit dem Namen „Georg“ dem Haus Hannover und König Georg II. (1727–1760) Ehre erweisen wollte.

### Entwicklung bis zur strikten Observanz
Noch im Gründungsjahr 1743 wurden 16 neue Mitglieder (Suchende) aufgenommen, darunter auch der Obrist von Osten. 1744 folgte dem ersten Meister vom Stuhl, Molinié, erneut ein Absalom-Bruder nach: Pierre Texier. In seinem ersten Amtsjahr wurden 27, im zweiten 25 neue Brüder aufgenommen. Danach wurde erneut ein Absalom-Bruder, Johann Bielfeldt, zum Stuhlmeister gewählt, er war Erster Aufseher bei Absalom gewesen. Bielfeldt blieb bis 1764 im Amt. Damit lebten Stil und Einfluss der Mutterloge Absalom über 20 Jahre seit Gründung in der Tochterloge St. Georg fort. Die Zahl der Aufnahmen ging bis 1750 kontinuierlich zurück, (1749 eine Aufnahme; 1750 zwei Aufnahmen). Von 1752 bis 1757 stellte die Loge für fünf Jahre die Arbeiten völlig ein. Auf Veranlassung des Provinzial-Großmeisters Luttmann wechselten nochmals zwölf Brüder von Absalom zu St. Georg, doch konnten die „strukturellen“ Personalprobleme nicht gelöst werden. Hierzu Appel: „Während nämlich die Brüder der Loge Absalom ihren Wohnsitz in Hamburg hatten und dadurch eine gute Präsenz bei den Logenveranstaltungen gewährleistet war, setzte sich die Mitgliedschaft der zweiten Hamburger Loge vorwiegend aus Kavalieren und Offizieren zusammen, die Hamburg nur im Vorübergehen streiften [Quartier: Vermutlich das Hotel Kaiserhof], dann aber wieder weiter zogen“, und weiter: „Typisch eine Aufstellung aus dem Jahr 1760, als St. Georg 117 Mitglieder zählte. Davon waren 38 adelige Kavaliere, 3 Grafen, 9 Barone, 31 Herren mit der Standesbezeichnung „von“, 6 Offiziere, 12 Gelehrte mit akademischer Bildung und 18 Kaufleute.“ 1760 gab Luttmann nach 20 Jahren sein Amt als Provinzialgroßmeister auf. Sein Nachfolger wurde Gottfried Jacob Jänisch, der von 1750 bis 1759, mit einer Unterbrechung, Stuhlmeister von Absalom gewesen war.
Bis 1765 entwickelte sich der Mitgliederbestand beider Logen steil nach unten, Absalom hatte noch 24 Brüder, St. Georg noch 20.

### 1765 bis 1782 – Strikte Observanz
In der Zeit der Strikten Observanz berief der „Legat und Kommissar“ Johann Christian Schubart am 30. Januar 1765 eine Versammlung ein, um die bisherige Freimaurerei aufzulösen. Der Provinzialgroßmeister Gottfried Jacob Jänisch trat zurück und hob alle bisher gegründeten Logen auf, woraufhin Kommissar Schubart aufs Neue die „Mutterloge Absalom zu den drei Nesseln“ und die „Tochterloge St. Georg zur grünenden Fichte“ errichtete. Die „Hauskomture“, wie die beiden „Meister vom Stuhl“ von nun an hießen, waren von Exter (Absalom) und Lossau (St. Georg). Dieser Akt führte zur Löschung der Logen im Logenverzeichnis der Großloge von England.
Die Namenszusätze der beiden Logen, „zu den drei Nesseln“ und „zur grünenden Fichte“, sind abgeleitet von den (Ritter-)Namen des Provinzialgroßmeisters (Jaenisch) und des Stuhlmeisters von Absalom (von Exter), die diese für die Zwecke der Strikten Observanz durch das Kapitel von Clermont (gegr. 1756) zugeteilt bekommen hatten: Jaenisch war „Eques ab Urtica“ (Ritter von der Nessel), von Exter war „Eques a Pino Virente“ (Ritter von der grünenden Fichte). Mit der Löschung im Logenverzeichnis der GLvE verschwand für St. Georg der Namenszusatz „zum Kaiserhof, Hamburg“ endgültig. Er lebte nicht wieder auf. Die ironische Bewertung „Ritterspiele“, mit Federhut und Degen, für die rituellen Arbeiten der Strikten Observanz, wird F. L. Schröder zugeschrieben.
Die Strikte Observanz führte bei St. Georg (und bei Absalom) zunächst zu Widerstand der Stuhlmeister: Der erste Stuhlmeister nach der „Umfirmierung“ war Lossau. Er opponierte gegen die „Ordensoberen“ und legte nach zwei Jahren den Hammer nieder. Bis 1773 blieb St. Georg zur grünenden Fichte passiv. Bei Absalom ist eine ähnliche Entwicklung verzeichnet: Um 1769 wurde die „die Loge geschlossen, weil die Ordensoberen die verlangten Aufschlüsse verweigerten. Sie blieb in dieser Untätigkeit bis 1773“. 1773 betrieben neue Stuhlmeister bei Absalom und St. Georg die Wiederaufnahme der Logenarbeiten. 40 Brüder wurden durch Losentscheid auf die zwei Logen verteilt. Vom 8. Mai 1773 wird berichtet, dass die Arbeiten im „Eimbeckschen Haus“ stattfanden, von wo man dann „zum Kaiserhof ging, um gemeinsam die Tafelloge abzuhalten“.
In der „Fürstenphase“ der Strikten Observanz verhalf das persönliche Engagement der „Protektoren“ Herzog Ferdinand von Braunschweig und Prinz Carl von Hessen in den Hamburger Logen zu Zulauf – und zur Gründung zweier weiterer (humanitärer) Logen: 1774 wurde „Emanuel zur Maienblume“ und 1776 „Ferdinande Caroline“ (nach den Protektoren Ferdinand von Braunschweig und Carl von Hessen) gestiftet. Die Mitgliederzahlen 1775, insbesondere verglichen mit 1765, stiegen an: Absalom 66, St. Georg 70, Emanuel 31. Im Jahr 1776, Stiftungsjahr der 4. Loge in Hamburg, zählte Absalom 61 Mitglieder, St. Georg 73, Emanuel 41, Ferdinande Caroline 19, zusammen 194. Die höchste Gesamt-Mitgliederzahl wurde mit 237 Logenbrüdern im Jahr 1778 erreicht – erst 1801 wurde diese Zahl wieder übertroffen (248).
Während der Strikten Observanz führte der Zulauf zur Freimaurerei in Hamburg auch zur Gründung von vier (christlichen) Logen: 1770 „Zu den drei Rosen“ und „Zur goldenen Kugel“, 1771 „Zum Pelikan“ (Altona), 1774 „Zum rothen Adler“. Die erste deutsche (christliche) Großloge „Zu den drei Weltkugeln (3WK)“, Stifter: Friedrich II., hatte sich schon 1767 der Strikten Observanz angeschlossen. 1778 zog man sich inoffiziell, am 10. November 1783 dann offiziell von der Strikten Observanz wieder zurück. Die Strikte Observanz endete formal im Jahr 1782. Am 19. Juni 1783 verfügte von Exter, damals Obermeister der Altschottischen Loge, den 3WK zugehörig, eine Neuordnung des Logenwesens in Hamburg. Die Folge war, „dass Absalom mit Emanuel, und St. Georg mit Ferdinande Caroline zusammenzuschließen seien.“ Diese erzwungene Vereinigung dauerte bis 1786, als wieder die Verbindung zur Großloge von England gesucht und gefunden wurde. Jede Loge wurde erneut selbständig. 1787 wurde die Loge „Ferdinand zum Felsen“ gegründet. Ihre Besonderheit: Sie nahm auch Juden auf, was zu dieser Zeit in Deutschland noch unüblich war. Sie wurde durch von Exter, inzwischen Provinzialgroßmeister, „heftig angefeindet, theils weil sie Juden aufnahm. Erst 1799 schloss sich Ferdinand zum Felsen den vier vereinigten Logen an und bezog 1801 (als fünfte Loge) das neu erbaute [zweite] Logenhaus“.
Noch in der Zeit der Zwangs-Vereinigung war das erste gemeinsame Logenhaus an der Großen Drehbahn am 19. Mai 1785 durch die vereinigten vier Logen bezogen worden, nachdem zuvor im Privathaus eines Logenbruders gearbeitet worden war.
Ab wann der „Kaisershof“ bzw. die „Taverne d’Angleterre“ die Logen St. Georg bzw. Absalom nicht mehr beherbergten, ist nicht feststellbar.

### Nach der Strikten Observanz – Französische Revolution – Reformator Schröder – Große Loge von Hamburg
1789 wurde Georg Heinrich Sieveking Stuhlmeister von St. Georg. Unter dem Einfluss der französischen Revolution auch für Hamburg versuchte er neue Maßstäbe zu setzen. Dies begann bereits mit seiner Wahl zum Stuhlmeister: Er erklärte sich bereit, nur dann Stuhlmeister zu werden, wenn mindestens 75 % der Logenmitglieder ihm per Kugelung zustimmen. Zuvor hatte er seine Grundgedanken erläutert, die durch die Revolution beeinflusst waren. Er erhielt zwölf weiße und zwei schwarze Kugeln. Sieveking stammte aus einer hoch angesehenen Hamburger Familie und war Mitglied der elitären „Montagsgesellschaft“, der nur zwölf Mitglieder angehörten, darunter auch Friedrich Gottlieb Klopstock. Schon 1786 hatte er gemeinsam mit dem Domherrn Lorenz Meyer nach schweizerischem und englischem Vorbild eine „Spar- und Vorschusskasse für Fabrikarbeiter und Handwerker“ geschaffen. Im Überschwang der Freude über das Ende der absolutistischen Herrschaftsformen von Adel und Klerus machte er als junger Stuhlmeister den Vorschlag, das freimaurerische Ritual aufzugeben und an seiner Stelle „Aussprachen über Freiheit und Gleichheit zu setzen, damit die Vernunft inthronisiert werde“. Er ging so weit, die benutzten „Hieroglyphen und Symbole“, die Gebräuche und den Eid „für Possen“ zu erklären.

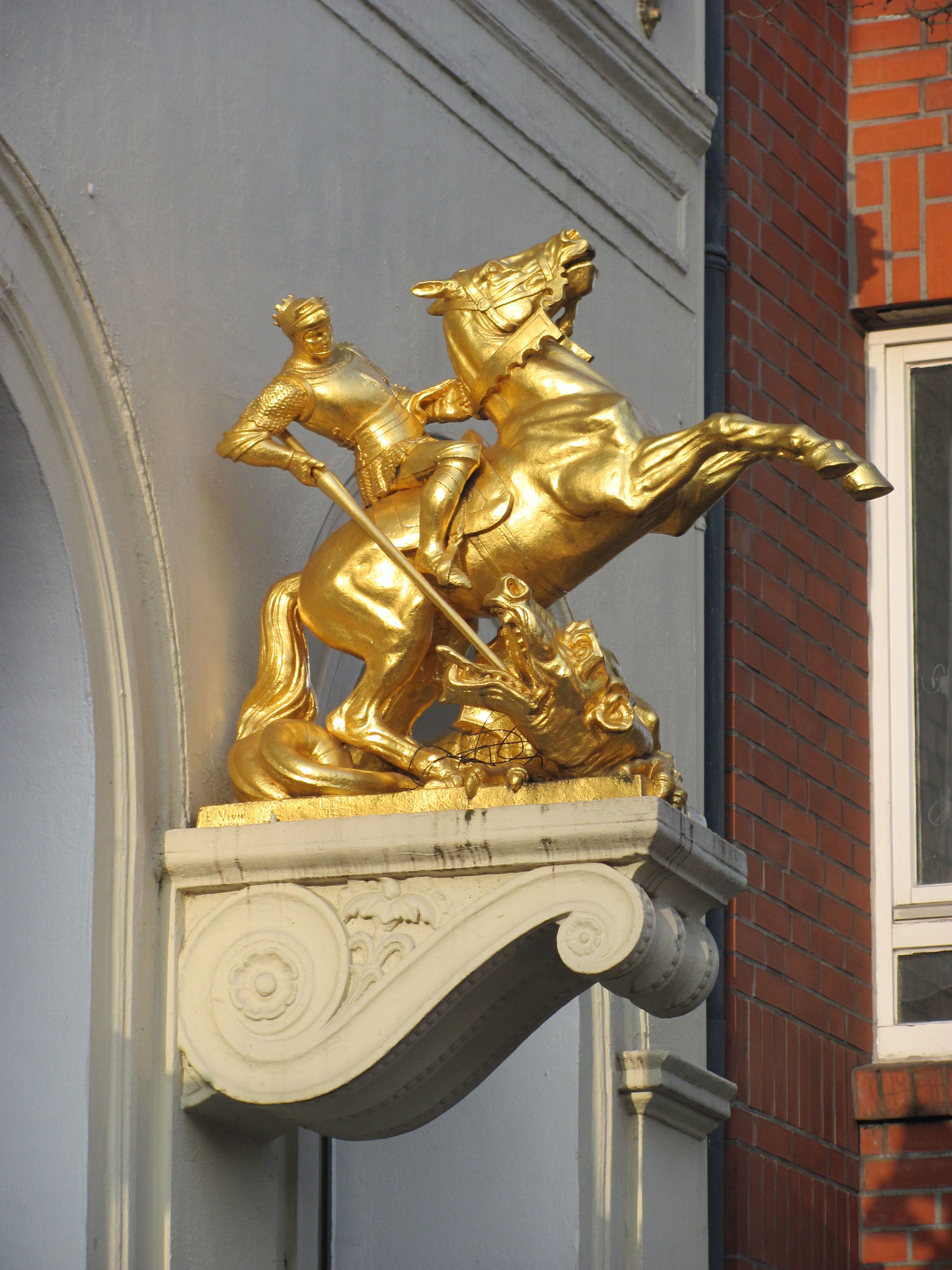
St. Georg, der Drachentöter von Ernst Gottfried Vivié, im Hamburger Stadtteil St. Georg

Dies weckte Zweifel und erzeugte massiven Widerstand bei Friedrich Ludwig Schröder, damals Stuhlmeister der Loge „Emanuel“. Schröder lieferte Sieveking mehrere Rededuelle, an denen sich auch weitere Brüder beteiligten. Schröder betonte den Wert der Symbole, sie „machten den Stoff aus, woraus die große Bruderkette geschmiedet würde“. Schröder setzte sich durch, Sieveking legte am 10. April 1790 den Hammer des Meisters vom Stuhl von St. Georg nieder. Da zeitgleich in Hamburg auch die „Altschottische Loge“ mit ihrem Obermeister v. Exter weiterhin das Ziel verfolgte, die Rituale der Tempelritterschaft wieder aufleben zu lassen, sah Schröder seine Zeit gekommen. Sein Bestreben war es, zumindest in Hamburg die Rituale wieder auf ihr ursprüngliches, nüchternes Maß zurückzuführen und sowohl Bilderstürmerei wie auch Ritter-Rituale zurückzudrängen. Schröder „setzte das englische Konstitutionsbuch mit seiner Verneinung jeder religiösen kirchlichen Beschränkung wieder in seine Rechte ein“. Die Schlichtheit des Schröderschen Rituals lobt Johann Gottfried von Herder: „Mit welch schöner Art können wir uns, dem Ritual treubleibend, von allen metaphysisch-allegorischen Deuteleien entfernt halten.“
Schröder wurde 1814 Großmeister der Großen Loge von Hamburg. Sie war 1811 auf Schröders Initiative hin gegründet worden, um sich dem starken französischen Einfluss zu entziehen: Hamburg war seit 1806 besetzt, in Hamburg war Franzosenzeit. Der französische Einfluss lief darauf hinaus, die Bindung der Hamburger Logen an die Großloge von England aufzubrechen und die Wirkung der französischen Großloge, des Grand Orient de France, auf Hamburg auszudehnen. Beabsichtigt war die Gründung einer „Grande Loge Provincale Hanseatique.“ Durch die Gründung der „Großen Loge von Hamburg“ bewahrten die Hamburger Freimaurer ihre Unabhängigkeit.
Der Großen Loge von Hamburg gehörten bei Gründung fünf Logen an: Absalom (gegr. 1737), St. Georg (1743), Emanuel (1774), Ferdinande Caroline (1776) und Ferdinand zum Felsen (1787).
Alle fünf Logen, die „Vereinigten fünf Hamburgischen Logen“ (freimaurerisch kurz: „Die V5“), arbeiten bis heute im Schröder-Ritual (Schrödersche Lehrart) und sind gemeinsam Eigentümer des Logenhauses Welckerstraße 8.

## St. Georg heute
St. Georg zur grünenden Fichte in Hamburg ist eine der 260 Freimaurerlogen der Großloge der Alten Freien und Angenommenen Maurer von Deutschland (GL AFAM, Berlin), der mitgliederstärksten deutschen Großloge. Sie gehört zu den 19 Hamburger AFAM-Logen, die in vier Logenhäusern arbeiten und den Distrikt Hamburg bilden. Die Loge St. Georg ist Gründungsmitglied der Vereinigten fünf Hamburgischen Logen, sie hat gut 30 Mitglieder, Stand: 2011. Über die Aktivitäten der Loge berichtet ihre Homepage.

## Zur Architektur des Kaiserhofs

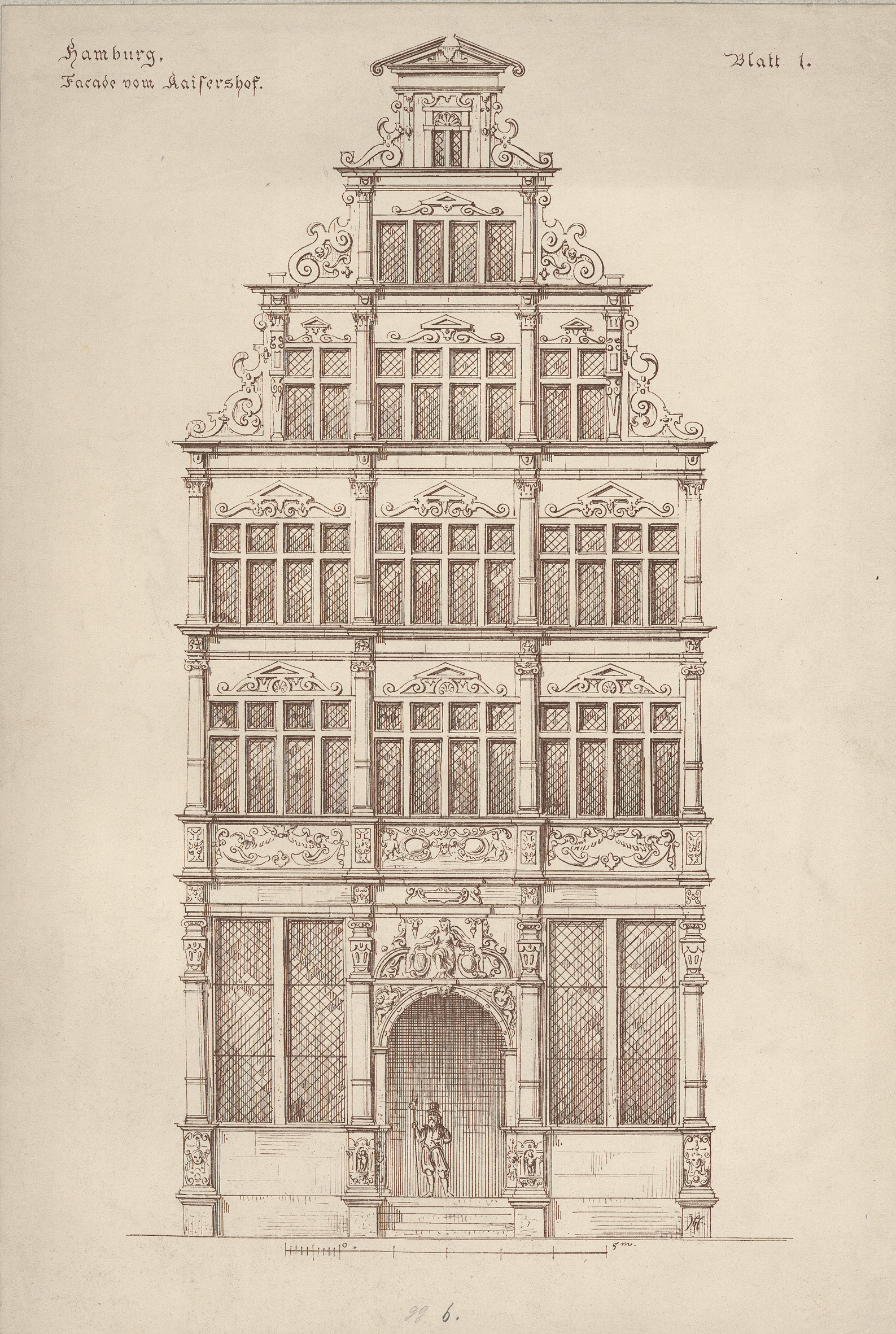
Die Renaissance-Fassade von Kaisershof/Kaiserhof, etwa um 1790

Der Kaisershof wurde 1619 als großbürgerliches Palais erbaut, die Fassade der Schmalseite (ca. 9,50 m) zeigt reinen Renaissance-Stil mit zahlreichen Steinmetz-Arbeiten. Die Längsseite (ca. 35 m) ist dem (alten) Rathaus zugewandt.